# Matillas
Matillas – gmina w Hiszpanii, w prowincji Guadalajara, w Kastylii-La Mancha, o powierzchni 10,38 km². W 2011 roku gmina liczyła 158 mieszkańców.
W miejscowości jest stacja kolejowa Matillas.